# Атински споразум
Атински споразум између Отоманског царства и Краљевине Грчке, потписан 14. новембра 1913. године, формално је окончао сукоб између две стране, након два балканска рата и оставио Македонију - укључујући главни град Солун, већину Епира и многе егејска острва Грчкој.

## Позадина
У Првом балканском рату коалиција Бугарске, Србије, Грчке и Црне Горе победила је Османско царство. Османлије су изгубиле скоро све своје европске поседе, које су Лондонским уговором сведене на малу територију око Мраморног мора.
Османлије су успеле да поврате Источну Тракију током Другог балканског рата, када је Бугарска напала своје бивше савезнике након чега је била поражена од комбинованих снага свих суседа које је напала, али и Румуније.
Током Првог балканског рата, борећи се против Османлија, Грчка је окупирала већи део Епира, јужну Македонију са великим лучким градом Солуном и већину острва у Егејском мору, осим Додеканеза који су окупирали Италијани. У другом рату додатно је проширила своју територију у Македонији на рачун Бугарске. С обзиром да је Западна Тракија остала под бугарском контролом, Грчка није делила копнену границу са Отоманским царством. Грчко-турске тензије су, међутим, остале високе, пошто је отоманска влада одбила да прихвати грчку контролу над острвима у североисточном Егеју.

## Услови споразума
Отоманско царство је признало грчкој Солун, Јањине и њихове околне територије, такође је признало грчки суверенитет на острву Крит, које је након 1897. године било аутономна држава под отоманском влашћу.
Мањинска права дата су Турцима који су живели на новоосвојеној грчкој територији.
Најважније питање које је остало нерешено била је судбина неких северноегејских острва која су била препуштена арбитражи великим силама, чије касније одлуке Отоманско царство није признало и тензије око тих територија се нису смириле све до избијања Првог светског рата.